# لا شاپل-دانژیون
لا شاپل-دانژیون (به فرانسوی: La Chapelle-d'Angillon) یک کمون در دپارتمان شر است که در ناحیه سانتر-وال-دلوآر فرانسه قرار دارد.

## شخصیت‌ها
- آلن فورنیه (آنری آلبان فورنیه)، نویسنده، در تاریخ ۳ اکتبر ۱۸۸۶ در اینجا به دنیا آمده‌است.

## آثار هنری شهر

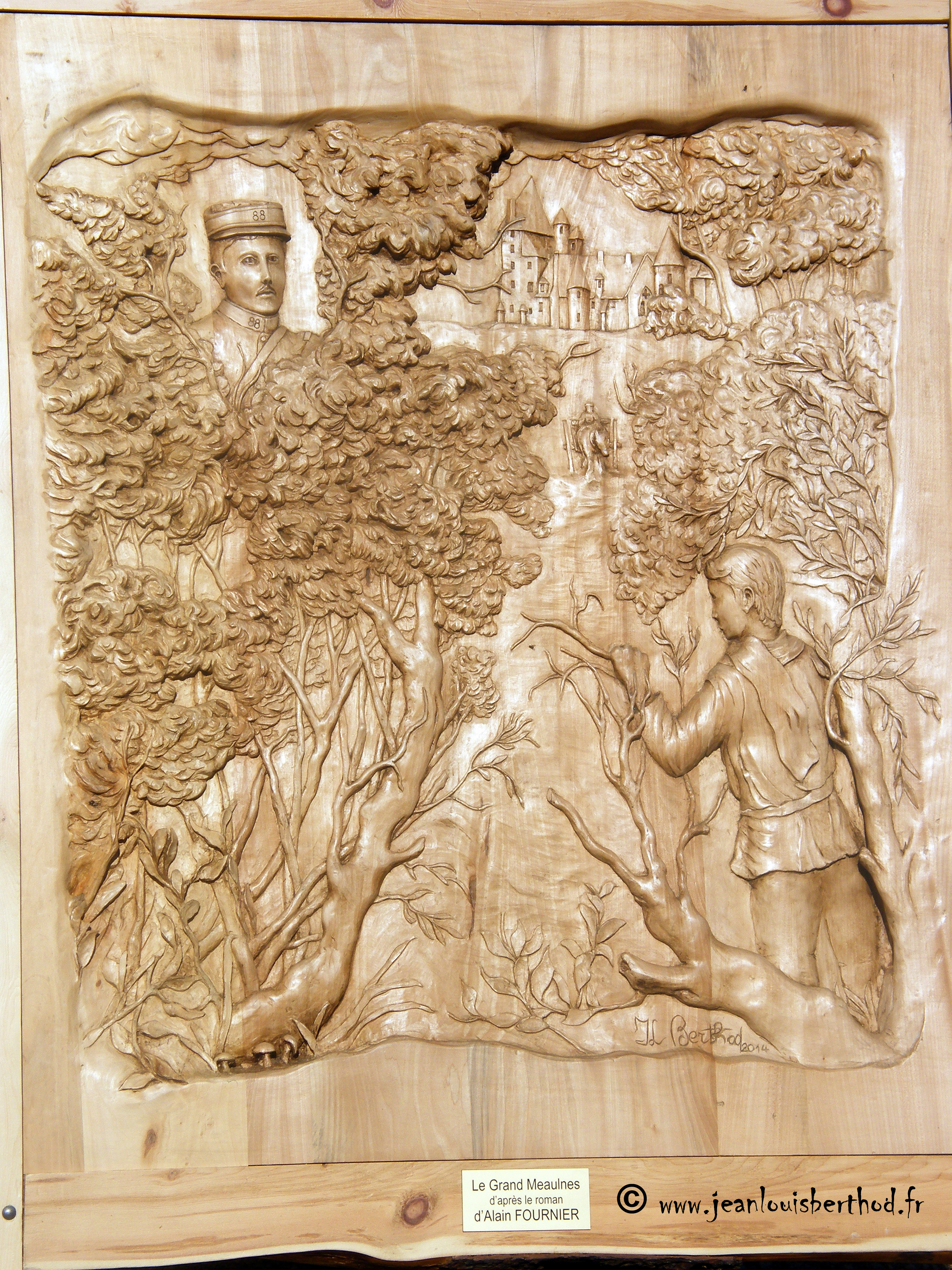
مجسمه مولن بزرگ اثر ژان لوئی-برتو ۲۰۱۴

ساخت مجسمه آلن فورنیه توسط هنرمند فرانسوی ژان-لوئی برتو از البنس در سال ۲۰۱۴. این مجسمه ادای احترام به کتاب مولن بزرگ و افراد مفقودالاثر در جنگ است.

## اماکن تاریخی
- کلیسا از قرن پانزدهم
- قلعه دو بتون با قسمت‌هایی از قرن دوازدهم
- موزه آلن فورنیه در قلعه